# Carolina Felline
Carolina Felline (Bari, 15 maggio 1978) è un'attrice italiana.

## Biografia
Iscritta alla facoltà di Lettere Moderne, viene notata da un agente mentre recitava in uno spettacolo teatrale. Comincia a lavorare in alcune pubblicità, finché non debutta sul piccolo schermo come attrice con la miniserie televisiva Le ali della vita, regia di Stefano Reali, a cui fanno seguito Giornalisti, serie televisiva, anch'essa del 2000,  e Ama il tuo nemico 2, regia di Damiano Damiani, miniserie in due puntate del 2001. 
Nel 2002 debutta nel cinema con due film: Biuti Quin Olivia, per cui viene candidata al Nastro d'argento come miglior attrice protagonista e Quello che cerchi. Successivamente recita in altri film: B.B. e il cormorano, Mio cognato, Chiamami Salomè e La vita dispari. Inoltre partecipa ad alcuni episodi di fiction televisive come Il giudice Mastrangelo, regia di Enrico Oldoini, R.I.S. 4 - Delitti imperfetti, La nuova squadra e Romanzo criminale - La serie, regia di Stefano Sollima.
Nel 2007 gira lo spot "Contro la Tratta (800 290 290) Giraffa Onlus" e  nel 2001 per FAI nelle vesti di Giulietta.

## Filmografia

### Cinema
- Biuti Quin Olivia, regia di Federica Martino (2002)
- Quello che cerchi, regia di Marco S. Puccioni (2002)
- B.B. e il cormorano, regia di Edoardo Gabbriellini (2003)
- Mio cognato, regia di Alessandro Piva (2003)
- Chiamami Salomè, regia di Claudio Sestieri (2005)
- La vita dispari, regia di Luca Fantasia (2009)

### Cortometraggi
- La pubblicità intelligente, regia di Alessandro Merluzzi (2002)
- Milano violenta, regia di Federico Rizzo (2004)
- F.T. collaterali, regia di Gemma Manzari (2004)
- Orfeo e Euridice, regia di Mario Bucci (2005)

### Televisione
- Giornalisti (2000, regia di Donatella Maiorca e Giulio Manfredonia)
- Le ali della vita (2000, regia di Stefano Reali)
- Un posto al sole, (2002)
- Ama il tuo nemico 2 (2001, regia di Damiano Damiani)
- Il giudice Mastrangelo, regia di Enrico Oldoini - Episodio: Sotto il ponte (2005)
- Distretto di Polizia 7, regia di Alessandro Capone – serie TV, episodio 7x04 (2007)
- R.I.S. 4 - Delitti imperfetti, regia di Pier Belloni - serie TV, episodio 4x08 (2008)
- La nuova squadra - Episodio: Ciro De Rosa un eroe (2008)
- Romanzo criminale - La serie, regia di Stefano Sollima (2009)

### Teatro
- Il racconto dell'Iliade, regia di Alessandro Baricco (2004)
- Un po' d'estate, regia di Raffaello Fusaro
- San Nicola pellegrino, regia di Ugo Rubini
- Io, Milena di Praga, regia di Ugo Rubini